# Waskom
Waskom is een plaats (city) in de Amerikaanse staat Texas, en valt bestuurlijk gezien onder Harrison County.

## Demografie
Bij de volkstelling in 2000 werd het aantal inwoners vastgesteld op 2068.
In 2006 is het aantal inwoners door het United States Census Bureau geschat op 2148, een stijging van 80 (3,9%).

## Geografie
Volgens het United States Census Bureau beslaat de plaats een oppervlakte van
7,1 km², geheel bestaande uit land. Waskom ligt op ongeveer 75 m boven zeeniveau.

## Plaatsen in de nabije omgeving
De onderstaande figuur toont nabijgelegen plaatsen in een straal van 28 km rond Waskom.